# Melinna arnaudi
Melinna arnaudi är en ringmaskart som beskrevs av Parapar och San Martin 1997. Melinna arnaudi ingår i släktet Melinna och familjen Ampharetidae. Inga underarter finns listade i Catalogue of Life.